# Ziua Olteniei
Ziua Olteniei este o sărbătoare publică a României celebrată la fiecare 21 martie care comemorează intrarea în București a revoluționarului Tudor Vladimirescu în fruntea armatei sale de panduri olteni. Tudor începuse revoluția de la 1821 în Oltenia, în 4 februarie 1821, prin proclamația de la Padeș. La 21 martie 1821 oastea de revoluționari și panduri condusă de Tudor a intrat în București. Sărbătoarea a fost promulgată la 13 aprilie 2017 prin Legea nr.65/2017 și publicată în „Monitorul Oficial”, în aceeași zi. Anterior, proiectul de stabilire a sărbătorii fusese aprobat de Senatul României la 1 noiembrie 2016 și de Camera Deputaților la 21 martie 2017. Cei care au propus prima dată sărbătoarea au fost un grup de 27 de deputați și senatori aparținând diferitelor partide politice românești.
Potrivit legii care a promulgat sărbătoarea, de Ziua Olteniei, autoritățile centrale și locale, precum și instituțiile publice de cultură au voie să organizeze evenimente artistice, culturale și științifice. În plus, Societatea Română de Televiziune și Societatea Română de Radiodifuziune pot include și programe legate de Ziua Olteniei.
Ziua, care este un simbol al mândriei oltenești, este sărbătorită în diferite părți ale Olteniei, cum ar fi Craiova sau Târgu Jiu.